# Souss-Massa-Drâa
Souss-Massa-Drâa (en arabe: سوس ماسة درعة), était une ancienne région marocaine, l'une des seize régions administratives du Maroc avant  le découpage territorial de 2015. 
Dans le nouveau découpage 2015, les provinces du Drâa sont rattachées aux provinces du Tafilalet pour former la nouvelle région Drâa-Tafilalet, alors que la province de Sidi Ifni est rattachée à la nouvelle région de Guelmim-Oued Noun, le reste de la région ainsi que la province de Tata formant la nouvelle région Souss-Massa.

## Géographie

### Découpage géographique
Située dans le sud du Maroc, au sud du Haut Atlas, elle englobait la plaine du Souss, une partie de l'Anti-Atlas et la région de Ouarzazate. Elle s'étendait sur 70 880 km² et comportait, lors du dernier recensement de 2014, 3 601 917 habitants. Son chef-lieu était Agadir.
La région était bordée au nord par les massifs du Haut-Atlas Occidental et du Haut-Atlas Oriental, suivant la vallée de l'oued Souss, traversée au centre par l'oued Massa et l'Anti-Atlas, bordée au sud par la rivière Drâa.

### Superficie
La superficie totale de la région atteignait 70 880 km², soit 9,9 % de la superficie totale du Maroc.

### Climat

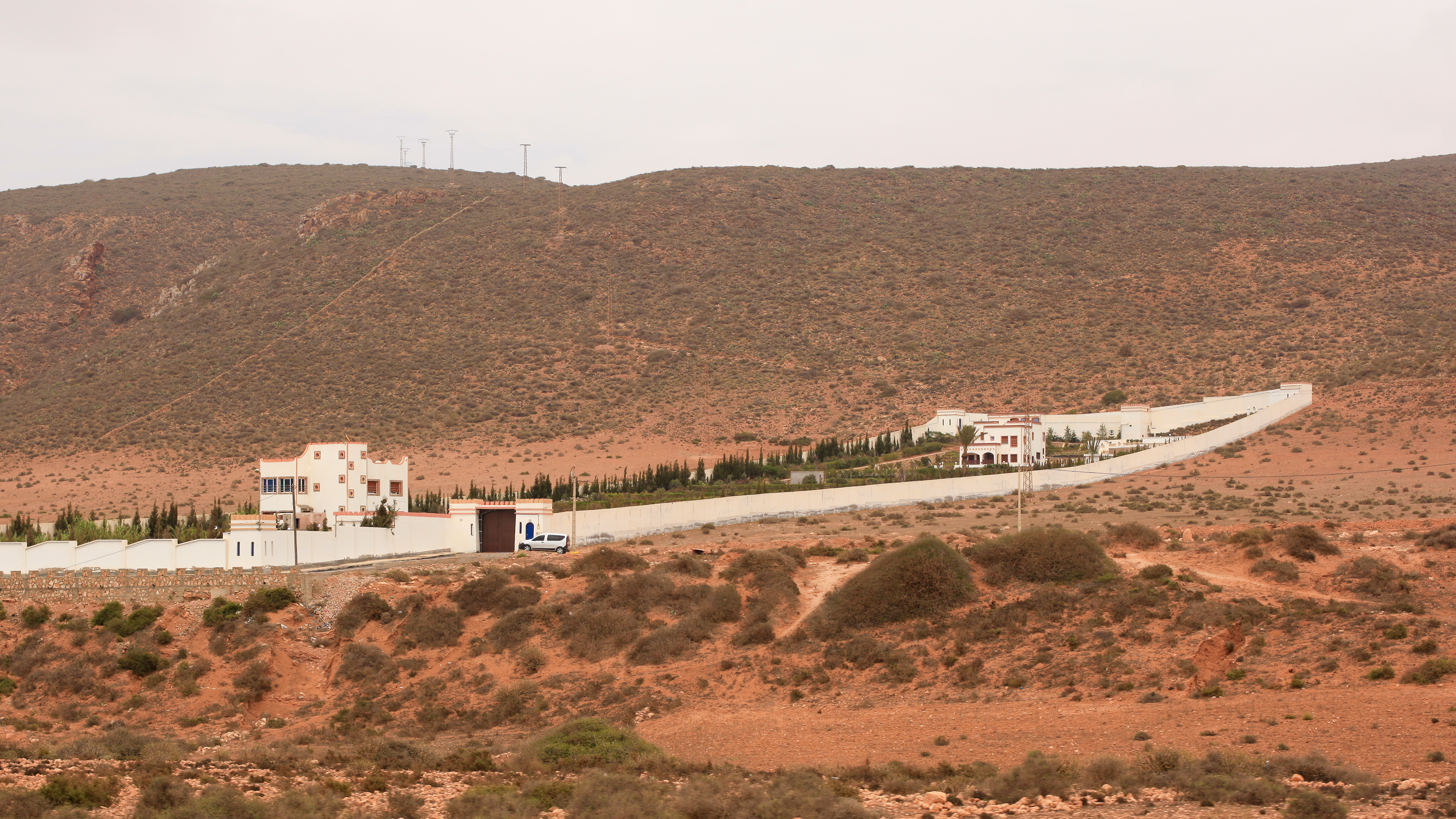
Petite oasis privée à Id Ou el Haïane.

Trois facteurs déterminent le climat méditerranéen semi-aride de la région, à savoir le relief, la côte océanique et le Sahara. Ainsi, le nord de la région, dominé par l'Atlas, est caractérisé par un climat humide à semi-aride en progressant vers la plaine. Cette dernière, qui occupe le contrebas du relief de l'Atlas ainsi que les bassins de Souss et de Massa, connaît un climat aride malgré une large ouverture sur l'Atlantique. Enfin, la partie sud et sud-est de la région qui compose le côté nord du Sahara est couverte par un climat désertique.
Les précipitations dans la plaine du Souss ont atteint en moyenne 250 mm sur les 10 dernières années, et 350 à 400 mm sur les hauts plateaux ,. La vallée du Drâa, en revanche, a connu des précipitations moins intenses atteignant 114,3 mm en 2005-2006 (station de Ouarzazate) contre 10,7 mm en 2000-2001. Depuis 2005, le désert a tendance à reverdir grâce à de fortes pluies hivernales notamment en 2009-2010.

## Administration et politique

### Administration déconcentrée
Dans le cadre de l'administration territoriale déconcentrée, à la région de Souss-Massa-Drâa, en tant que collectivité territoriale de premier niveau, correspond la wilaya de Souss-Massa-Drâa.
Administrateur de la région, wali :
- Juin 2004 - février 2010 : Rachid Filali Amine,
- Février 2010 - mai 2012, Mohamed Boussaïd,
- Depuis le 11 mai 2012 : Mohamed El Yazid Zellou.

### Découpage territorial

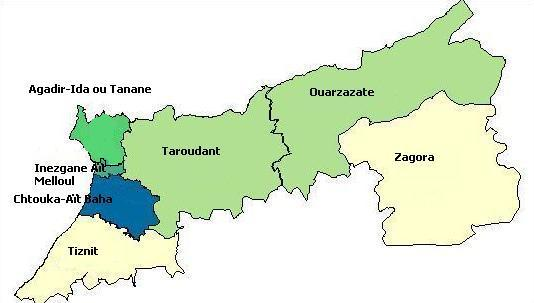
Ancienne carte du découpage préfectoral ou provincial de la région (avant la création des provinces de Sidi Ifni et de Tinghir, en 2009)

Depuis 2009, la province de Tiznit a été divisée en provinces de Tiznit et de Sidi Ifni (sud de son ancien territoire) ; la province de Ouarzazate a été également découpée : sa partie orientale formant, avec la partie occidentale de la province d'Errachidia (qui appartient à la région de Meknès-Tafilalet), la province de Tinghir. Le nombre de préfectures ou provinces est donc passé de 7 à 9 dans la région de Souss-Massa-Drâa :
- la préfecture d'Agadir Ida-Outanane ;
- la préfecture d'Inezgane-Aït Melloul ;
- la province de Chtouka-Aït Baha ;
- la province de Ouarzazate ;
- la province de Sidi Ifni ;
- la province de Taroudant ;
- la province de Tinghir ;
- la province de Tiznit ;
- la province de Zagora.

La région comprend 24 communes urbaines et 212 communes rurales[réf. souhaitée].

### Infrastructures

#### Barrages
| Barrages        | Oued       | En service | Capacité en Mm³ | Usages                            |
| --------------- | ---------- | ---------- | --------------- | --------------------------------- |
| El Mansour      | Drâa       | 1969       | 560             | Irrigation + eau potable          |
| Ibn Tachfine    | Massa      | 1972       | 304             | Irrigation + eau potable          |
| Abd El Moumen   | Issen      | 1981       | 214             | Irrigation + eau potable          |
| Dkhila          | Issen      | 1986       | 0,7             | Régulation                        |
| Aoulouz         | Souss      | 1991       | 90              | Recharge de la nappe              |
| Imi Lkheng      | Talekjount | 1993       | 11              | Irrigation + recharge de la nappe |
| Moulay Abdellah | Tamri      | 2003       | 110             | Eau potable                       |
| Ahl Souss       | Aït Baha   | 2004       | 2,2             | Irrigation + eau potable          |
| Mokhtar Soussi  | Ouzioua    | 2002       | 50              | Irrigation                        |

## Démographie

### Évolution
| 2 635 522                                  | 3 113 653 | 3 601 917 |
| 1994, 2004 , 2014 : recensements officiels |           |           |

## Économie

### Agriculture[9]
Le climat subdésertique de la région handicape toutes les cultures à air ouvert telle la céréaliculture dont le rendement moyen est de 6,4 q/ha (contre 11 q/ha au niveau national) sur la période 1995-2006. Ainsi, avec une moyenne de 324 milliers d'hectares allouée à la céréaliculture, concentrée dans les bassins du Souss et du Massa, la région a eu une contribution moyenne de 3,5 % de la production céréalière nationale sur la même période. 
Par contre, pour le bassin du Souss-Massa en particulier, l'exploitation de la nappe phréatique et les grandes infrastructures hydrauliques (près de 190 000 ha de terres irriguées) a permis le développement de l'arboriculture (13 % de la superficie cultivée en plantations fruitières au niveau national) notamment les agrumes pour lesquels la région a alloué, pendant la campagne agricole 2005-2006, 33 000 hectares soit 40 % de la superficie nationale consacrée à ces cultures. Ainsi, la région de Souss-Massa-Drâa a produit 47 % de la production nationale d'agrumes soit 591 milliers de tonnes dont près de 50 % destinée à l'exportation. La majorité de la production est consacrée au Maroc-late (33,9 %) et à la clémentine (31,3 %).
En plus de son rôle leader en tant qu'exportateur des agrumes, la région de Souss-Massa-Drâa vient au premier rang en matière d’exportation de fruits et de tomates en contribuant respectivement à hauteur de 53 % et 83 % aux exportations nationales. Par ailleurs, cette région produit 50 % de la banane au niveau national atteignant près de 50 000 tonnes.
L'activité agricole se concentre essentiellement dans les bassins de Souss-Massa et du Drâa alors que les plaines intérieures de la région font face de plus en plus à la désertification des sols et la sécheresse rendant, ainsi, difficile d’entretenir une agriculture rentable et prospère. Par ailleurs, l'intensification des fourrages et l'utilisation intensive de l'irrigation diminuent le potentiel en eaux souterraines et rend cette denrée plus onéreuse à l'extraction, ce qui se répercute sur le coût des exploitations agricoles notamment les primeurs. Dans ce sens, il y a lieu de s'engager davantage auprès des agriculteurs afin de mettre à profit les nouvelles techniques en matière de gestion d'eau et de recharge de la nappe phréatique.

### Élevage[9]
L'élevage constitue l'une des principales activités agricoles de la  région notamment dans la zone du Drâa. Ainsi, en 2006, la région a compté un cheptel de 2,7 millions de têtes soit 11,3 % du cheptel national. Ce cheptel se compose respectivement de 277 milliers de bovins, 1,2 million d'ovins et 1,2 million de caprins soit des contributions parmi les plus notables dans le cheptel national avec respectivement 10,4 %, 7,5 % et 23,2 %. Cependant, le cheptel dans la région a connu une baisse remarquable entre 1990 et 2006 qui s'est soldée par une régression annuelle moyenne de 0,6 %, 1,5 %, 1,6 % et 1,5 % respectivement pour les bovins, les ovins, les caprins et l'effectif total.
En dépit de cette tendance baissière par rapport à 1990, ces parts restent importantes au niveau national et reviennent aux étendues pastorales dont disposent cette région et au caractère substitutionnel de l’élevage par rapport à l’agriculture dans les zones non agricoles de la région. Par conséquent, l'élevage joue un rôle de subsistance et de substitution à la production des cultures ainsi qu’une assurance contre les années à faible rendement des cultures. Ceci est d’autant plus remarquable pour les populations rurales vivant dans les zones peu cultivables pour lesquelles la production animale représente la grande part dans la formation du revenu monétaire et dans l’épargne. 
Cependant, la multiplication des parcours et l'intensification de l'élevage, des caprins en particulier, sont à même d'appauvrir le sol de la région et le fragiliser face aux effets dévastateurs de l'érosion et la désertification. Par ailleurs, ce surpâturage contribue au recul de l'arganier dans la région notamment durant les périodes sèches pendant lesquelles la couverture végétale ne permet plus de subvenir aux besoins des éleveurs ce qui risque d'accentuer la dégradation environnementale de la région.  

### Pêche[13]
Riche de ses 360 km de côte atlantique et des deux grands ports d'Agadir et de Sidi Ifni, la région est la quatrième place de débarquement des produits de la pêche côtière au niveau national (3e pour la production en valeur). Ainsi, la production de la pêche côtière a atteint 104,5 milliers de tonnes en 2007 (12,7 % de la production nationale) contre 78,2 milliers de tonnes en 2001 (8 % de la production nationale) soit une hausse annuelle moyenne de 5 % du volume débarqué. Le port d'Agadir est le principal point de débarquement en réalisant 82,2 % de la production en volume de la région contre 16,9 % pour le port de Sidi Ifni durant la période 2001-2007.
Cependant, cette hausse notable en termes de volume ne s'est pas accompagnée par une appréciation en valeur. En effet, la région a vu la valeur de ses débarquements des produits de la pêche côtière chuter de 1,5 % l'an entre 2001 et 2007, passant de 529,5 millions de dirhams (20,8 % de la valeur nationale) à 483,8 millions de dirhams (13,2 % de la valeur nationale) entretemps.

### Mines
La région a une activité minière particulièrement importante notamment celle relative aux minerais métalliques. Ainsi, elle est la principale productrice du minerai d'argent brut avec 166,7 tonnes en 2006 soit une moyenne de 80,4 % de la production nationale depuis 2001.